# Edwin Cheel
Edwin Cheel ( 14 de enero de 1872, Chartham, Kent - 19 de septiembre de 1951, Sídney) fue un botánico, y micólogo inglés.

## Biografía
Cheel hace estudios de silvicultura y horticultura. Se instala en Australia, donde trabaja en jardines privados, y luego para el Jardín Botánico de Sídney. Así será encargado del Departamento de hongos y de líquenes desde 1899 a 1908, luego ayudante botánico de 1908 a 1924, conservador de 1924 a 1936, botánico de Estado de 1933 a 1936.

## Algunas publicaciones
- edwin Cheel. 1924. Notes on boronia in the pinnatae section, with a description of a new species. Editor Royal society of New South Wales, 5 pp.

- --------------. 1923. Two additional species of leptospermums. 5 pp.

### Libros
- edwin Cheel. 1945. A list of the plants in the Muogamarra (Private) Sanctuary, N.S.W. Editor Muogamarra (Private) Sanctuary, 108 pp.

- --------------. 1938. A review of the flora of the arid and semi-arid regions of Australia. Editor E.V. Paul, Govt. Printer, 32 pp.

- --------------, frank richard Morrison. 1935. The cultivation and exploitation of the Australian nut: (Macadamia ternifolia F.Muell. and Macadamia integrifolia Maiden et Betche). N.º 20 de Museum of Applied Arts and Sciences. Bulletin, Sídney. Editor Gov. printer, 23 pp.

- --------------, john Burton Cleland. 1918a. Disease in forest trees caused by the larger fungi. N.º 12 de Bulletin (Forestry Commission of New South Wales). Editor Forestry Commission, N.S.W., 20 pp.

- john Burton Cleland, edwin Cheel. 1918b. Notes on Australian fungi: Polyporus, Fomes and Hexagona. N.º 4. Edición reimpresa de Forestry Commission, 85 pp.

- alfred james Ewart, olive Blanch Davies, edwin Cheel, arthur andrew Hamilton, joseph henry Maiden. 1917. The flora of the Northern Territory. Editor McCarron, Bird & Co. Printers, 387 pp.

- edwin Cheel. 1916. Results of Dr. E. Mjöbergs Swedish Scientific Expeditions to Australia 1910-13: Plants. Volumen 52, N.º 10 de Kungl. Svenska vetenskapsakademiens handlingar. 18 pp.

## Honores
Presidente de
- "Linnean Society New South Wales" en 1930
- "Royal Society New South Wales" en 1931

### Epónimos
- (Chenopodiaceae) Kochia cheelii R.H.Anderson[1]

- (Chenopodiaceae) Maireana cheelii (R.H.Anderson) Paul G.Wilson[2]

- (Fabaceae) Alysicarpus cheelii C.A.Gardner[3]

- (Fabaceae) Acacia cheelii Blakely[4]

- (Fabaceae) Dendrolobium cheelii (C.A.Gardner) Pedley[5]

- (Fabaceae) Racosperma cheelii (Blakely) Pedley[6]

- (Lamiaceae) Westringia cheelii Maiden & Betche[7]

- (Mimosaceae) Acacia cheelii Blakely[8]

- (Myrtaceae) Melaleuca cheelii C.T.White[9]

- (Poaceae) Echinopogon cheelii C.E.Hubb.[10]

- (Poaceae) Poa cheelii Vickery[11]